# Torre de Herveo
La Torre de Herveo o Torre del Cable, es una estructura portante de madera que sirvió al sistema de transporte y carga, cable aéreo Manizales - Mariquita, originalmente ubicada en el municipio de Herveo, Tolima, de donde toma su nombre y posteriormente trasladada a Manizales.

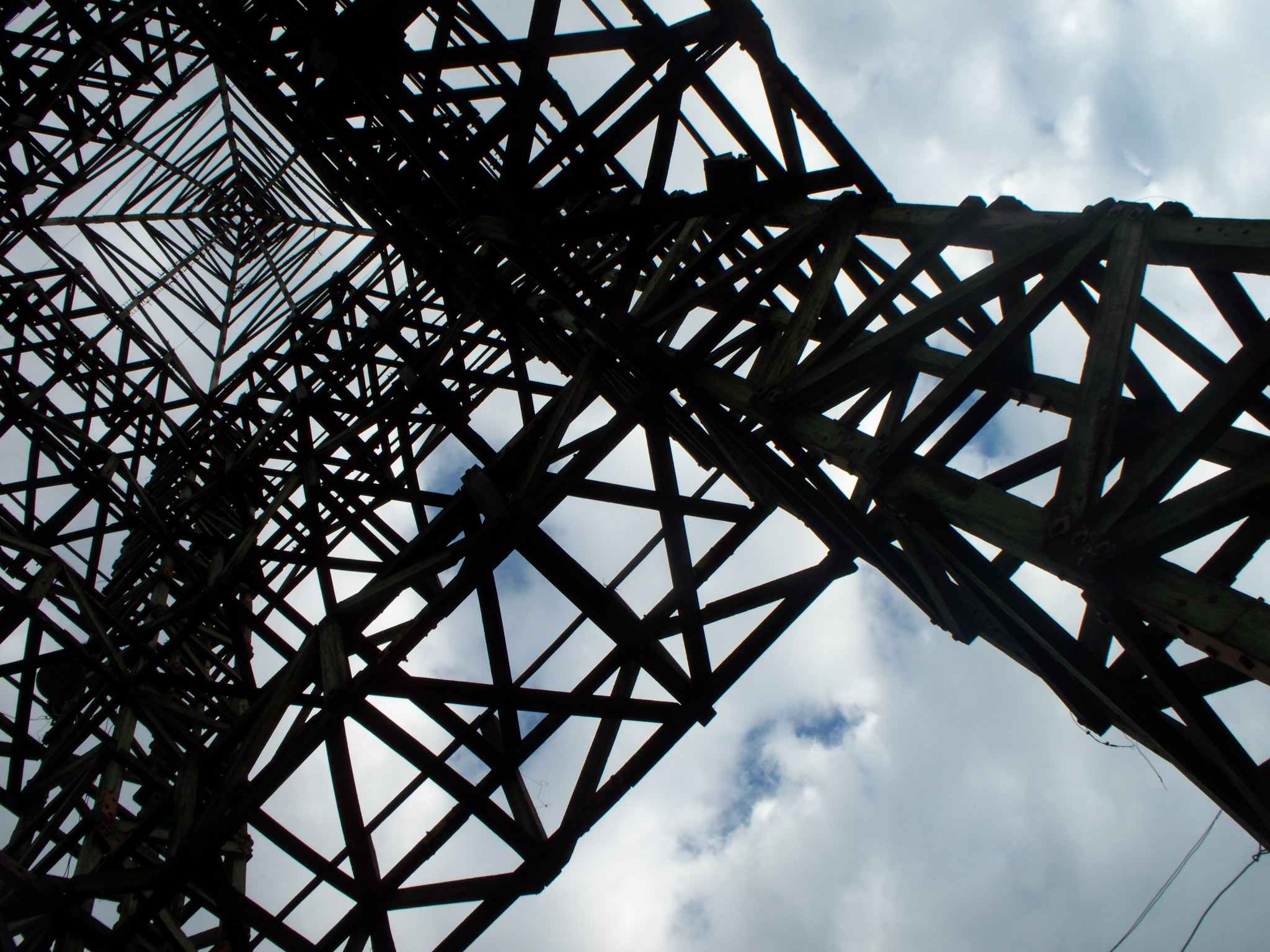
Interior y estructura.

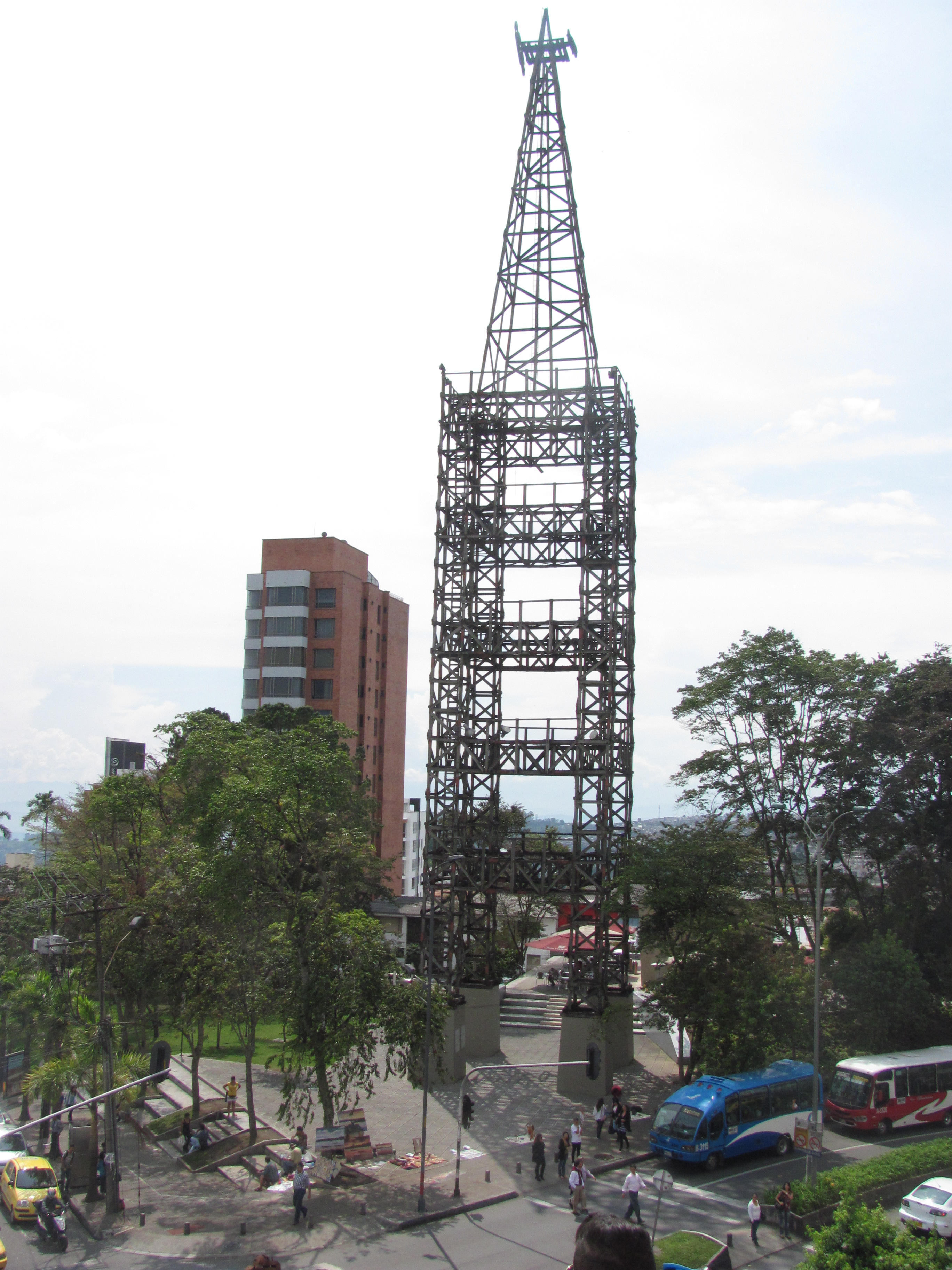
Torre sobre la avenida Santander.

## Historia
El conflicto mundial de la Primera Guerra, afectó de manera directa el desarrollo de esta empresa, en especial la construcción de la Torre veinte o Torre de Herveo. Cuando el proceso de construcción del Cable aéreo llegó al sitio conocido como “La Veinte”, en la Vereda del mismo nombre, en el municipio de Herveo, se encontraron con una profunda depresión del terreno, conocida como “El salto de Yolombal”, que se hizo necesario erigir una torre de gran altura, porque a lado y lado se izaban dos montañas de gran envergadura y la torre debía alzarse lo suficiente para lograr contrarrestar las condiciones topográficas. Fue por ello que los constructores solicitaron a Inglaterra una torre de características excepcionales con respecto a las demás. Cuando la torre ya venía con rumbo a Colombia, un submarino alemán hundió el barco que la transportaba, en pleno Océano Atlántico. Este percance iba a retardar las obras y alargar los plazos. Por fortuna, surgieron dos hombres, quienes prometían solucionar el problema: los ingenieros bogotanos Arturo Jiménez y Robayo, propusieron construir una torre igual a la original, pero hecha en madera, aprovechando las excelentes especies nativas como el Quimulá, el Encenillo, el Cedro, el Laurel, el Comino y el Abarco, que abundaban en la región. La idea fue aceptada y en un breve lapso de tiempo fue construida.
Para proteger la madera, se le realizaba mantenimiento frecuente cubriéndola con brea, hasta el desmantelamiento del sistema del cable aéreo en 1967 aproximadamente, cesando el mantenimiento, hasta 1983 cuando es traslada a Manizales, para su restauración ubicandola en el antiguo patio de bueyes (hoy llamado el cable) contigua a la estación del Cable.
El último servicio que prestó el cable fue el transporte de los materiales del oleoducto que al final de la década de los sesenta se construyó desde Mariquita hacia Manizales por una ruta similar a la del viejo cable. Cuando el cable fue desarmado en los años setenta, los encargados de desmontarlo despreciaron el valor de la torre de madera y la dejaron erecta en medio de las montañas.
Gracias a la trocha que abrió la firma mexicana Protexadurante los trabajos del Oleoducto de Caldas en la década de los 60 se halló, en el alto de Yolombal, esta monumental torre de Madera.
Sin embargo no fue sino hasta 1975, que con el patrocinio de la CHEC, en cabeza de su gerente el Ing. Arturo Montes Sáenz (Quien a principios de los años 60, había sido gerente del Oleoducto de Caldas), encargó a un grupo de profesionales, estudiantes y profesores vinculados a la Facultad de Arquitectura de la Universidad Nacional de Manizales, (entre ellos Roberto Benavides Dulce, Saulo Bolaños Portilla, Carlos García Tobón, Luis Fernando García, Manuel José Velásquez, José Hernán Monsalve), los primeros estudios de levantamiento y factibilidad del traslado de la torre a Manizales
La CHEC donó oficialmente la torre (con documentos), a la Universidad Nacional de Colombia y Después de que no pudiera seguir patrocinando la recuperación de la  torre, otras empresas como la Corporación Forestal de Caldas en el año 1983 financiaron los trabajos de desmonte, transporte, restauración y erigieron de nuevo la torre al pie del Patio de los Bueyes de la antigua estación del cable en #Manizales. En estas labores participaron personas como el señor José Miguel Castaño Henao, quien lideró el desmonte en el municipio de Herveo y armado en el parque Antonio Nariño. Según él, el proceso tuvo tres etapas:
1. Primera fase :  La Torre antes de su desmonte en Herveo (Tolima) donde fue numerada cada pieza  con placas de aluminio de seis (6) cm por uno (1) cm. Estas placas llevaban tres números que indicaban cara y posición (horizontal o vertical).
2. Segunda fase: La Torre se pre-ensambla en el suelo donde se le cambian la tornilleria oxidada y la madera podrida, la tornilleria entra en un proceso de limpiado y pintado al igual que la madera a un inmunizado. Allí se usa madera como roble en su base, un noventa 90% de los componentes originales son reutilizados para el ensamble de nuevo de la estructura  (tornillos y madera), entre lo particular es que la tornillería original tiene una cabeza cuadrada  de una pulgada y un largo de 30 cm. La tornillería nueva que se  usa tiene una cabeza  hexagonal con las mismas dimensiones.  Estas labores se realizan en los patios de la Corporación Forestal de Caldas que funcionaban en los actuales predios de la Universidad Autónoma de Manizales, en el Sacatín. 
3. Tercera fase: La Torre después de su pre - ensamble en el suelo, empieza la fase final que es el montaje que actualmente vemos.
Este proyecto fue dirigido por los arquitectos Marcelo Villegas, y Rafael Mejía.
Como un homenaje al esfuerzo de los constructores del Cable Aéreo, la torre se inauguró para las Ferias de 1984 con el aporte adicional de su iluminación por parte de la firma Philips   
En 1996 es declarado Monumento Nacional en conjunto con la estación del cable, mediante el Decreto 1543 del 28 de agosto de 1996.

## Enlaces externados
- Wikimedia Commons alberga una categoría multimedia sobre Torre de Herveo.

- Datos: Q7826983
- Multimedia: Torre Herveo / Q7826983